# Rune Almén
Rune Rikard Almén, född 20 oktober 1952 i Trollhättan i Älvsborgs län, är en svensk tidigare höjdhoppare som använde sig av dykstilen. Han tävlade för Trollhättans SK och IF Göta och utsågs 1977 till Stor grabb nummer 294 i friidrott.
Han vann sex SM-guld i höjdhopp utomhus och fyra inomhus och var 
svensk rekordhållare i höjdhopp åren 1974 till 1982.
Rune Almén tillhörde även eliten i höjdhopp utan ansats. Han är världsrekordhållare i denna gren med 190 cm 3 maj 1980 i Karlstad.
Han har som personbästa 15,5 på 110 meter häck, 7,39 i längd och 6994 i tiokamp.

## Meriter
Almén tog Almén sitt första SM-tecken i höjdhopp (på 2,15) 1973.
1974 vann Almén  SM inomhus på 2,20. Den 2 juli 1974 i Stockholm tangerade Almén Jan Dahlgrens svenska rekord 2,22. Den 17 augusti förbättrade han rekordet till 2,23. 
1974 tog Almén sitt andra SM-guld i höjd (2,17) - han hade härvid bytt klubb från Trollhättan till IF Göta. Han vann inomhus-SM 1975 för andra gången (2,19). Rune Almén tog ytterligare fyra SM-guld utomhus åren 1975 till 1978 (på resultaten 2,20, 2,21, 2,17 respektive 2,10). 1978 vann han inomhus-SM för tredje gången, på 2,14. Rune Almén vann inomhus-SM en fjärde och sista gång 1980 på resultatet 2,20.
Almén kom sjua på EM 1974 och tog silvermedalj vid inomhus-EM i Katowice 1975. Vid inomhus-EM i München 1976 kom han tolva.
Rune Almén deltog en sista gång vid inomhus-EM 1977, denna gång i San Sebastian, och då kom han fyra.
Vid olympiska sommarspelen 1976 kom Rune Almén tia.